# Les germanes alemanyes
Les germanes alemanyes (títol original en alemany: Die Bleierne Zeit, traducció literal: El temps plumbós) és una pel·lícula alemanya dirigida per Margarethe von Trotta, estrenada l'any 1981. El seu títol original és una cita del poeta Hölderlin que evoca el color gris d'un cel cobert (Der Gang aufs Land, v. 5-6 : « Trüb ists heut, es schlummern die Gäng und die Gassen und fast will / Mir es scheinen, es sei, als in der bleiernen Zeit. »).Ha estat doblada al català.
El drama s'inspira en la biografia de les germanes Christiane i Gudrun Ensslin. Christiane fou una periodista i activista dels drets de la dona, fundadora de la revista feminista Emma. Gudrun, per contra, fou cofundadora de l'organització de lluita armada RAF. La pel·lícula va representar el primer èxit internacional de Margarethe von Trotta, que fou la primera directora en guanyar el Lleó d'Or, el premi principal de la Mostra de Venècia.

## Argument
Han estat educades durant els anys de plom de la immediata post-guerra. Juliane la rebel ha esdevingut periodista. La seva germana, abans la més submisa, s'ha enfonsat en el terrorisme. Juliane avui no pot creure que la seva germana s'ha suïcidat en la cel·la de la seva presó.

## Repartiment
- Jutta Lampe: Juliane
- Barbara Sukowa: Marianne
- Rüdiger Vogler: Wolfgang
- Doris Schade : La mare
- Vérénice Rudolph: Sabine
- Luc Bondy: Werner
- Franz Rudnick: El pare

## Premis
- Lleó d'or a la Mostra de Venècia
- Premi David di Donatello a la millor directora d'una pel·lícula estrangera